# Вайнов Антон Романович
Антон Романович Вайнов (Вайнштейн) (нар. 4 липня 1898, місто Одеса, тепер Одеська область — розстріляний 10 вересня 1937, Москва) — український радянський партійний діяч, 2-й секретар Одеського і Донецького обласних комітетів КП(б)У. Член ЦК КП(б)У в червні 1930 — січні 1937 року.

## Біографія
Народився 22 червня (4 липня) 1898 року в родині робітника-карамельника. У 1913 році закінчив 2-е Одеське казенне училище. У жовтні 1913 — листопаді 1917 року — карамельник-підмайстер цукеркової майстерні в Одесі. У грудні 1917 — лютому 1918 року — червоногвардієць Одеської Червоної гвардії.
Член РКП(б) з січня 1918 року.
У березні 1918 — березні 1919 року — на підпільній роботі в Одесі. У березні — серпні 1919 року — червоноармієць, політпрацівник сторожового полку і загону по боротьбі із бандитизмом 3-ї Української радянської армії. У вересні 1919 — лютому 1920 року — на підпільній роботі в Одесі. У березні — вересні 1920 року — старший уповноважений, голова партійного колективу Особливого відділу, завідувач відділу політичного контролю головної Надзвичайної комісії (ЧК) діючої армії в місті Одесі.
У вересні 1920 — липні 1921 року — голова Велико-Фонтанського районного революційного комітету і районного комітету КП(б)У міста Одеси. У серпні 1921 — січні 1922 року — голова Особливої сесії Одеського губернського революційного трибуналу в місті Тирасполі. У січні — травні 1922 року — заступник голови Балтського повітового революційного комітету Подільської губернії. У травні 1922 — вересні 1923 року — завідувач агітаційно-пропагандистського відділу і заступник секретаря Первомайського повітового комітету КП(б)У; завідувач організаційного відділу Миколаївського окружного комітету КП(б)У.
У вересні 1923 — травні 1924 року — слухач курсів секретарів повітових комітетів при ЦК РКП(б) в Москві.
У червні 1924 — травні 1925 року — завідувач Луганської окружної партійної школи КП(б)У.
У червні 1925 — серпні 1926 року — відповідальний секретар Ровеньківського районного комітету КП(б)У Луганського округу. У серпні 1926 — березні 1928 року — завідувач організаційного відділу Луганського окружного комітету КП(б)У.
У березні 1928 — вересні 1929 року — відповідальний інструктор, а у вересні 1929 — січні 1930 року — завідувач організаційно-інструкторського відділу ЦК КП(б)У в місті Харкові.
У січні — липні 1930 року — відповідальний секретар Кременчуцького окружного комітету КП(б)У.
У серпні — вересні 1930 року — відповідальний секретар Одеського окружного комітету КП(б)У. У вересні 1930 — лютому 1932 року — відповідальний секретар Одеського міського комітету КП(б)У.
У лютому — червні 1932 року — 2-й секретар Одеського обласного комітету КП(б)У.
У липні 1932 — 2 березня 1933 року — 2-й секретар Донецького обласного комітету КП(б)У. 2 березня — вересень 1933 року — секретар Донецького обласного комітету КП(б)У в справах металу. У вересні 1933 — лютому 1936 року — 2-й секретар Донецького обласного комітету КП(б)У.
У лютому — березні 1936 року — заступник завідувача промислового відділу ЦК ВКП(б) в Москві.
У березні 1936 — січні 1937 року — 1-й секретар Організаційного бюро ЦК ВКП(б) по Ярославській області РРФСР. У січні — червні 1937 року — 1-й секретар Ярославського обласного комітету ВКП(б).
Заарештований 23 червня 1937 року УНКВС по Ярославській області. 15 серпня 1937 року виключений із членів ВКП(б). Розстріляний у Москві. Реабілітований 19 травня 1956 року.